# الحاوی
کتاب الحاوی فی الطب معروف به الحاوی، یک دانشنامه پزشکی نوشته دانشمند ایرانی محمد زکریای رازی است که مهم‌ترین و پرحجم‌ترین تألیف رازی به‌شمار می‌آید.
الحاوی، یک دوره کامل دانش پزشکی تا دوران رازی است و به نام‌های «جامع الکبیر» و «المعادی» و «الجامع الحاضر لصناعه الطب» نیز خوانده می‌شود. بیست مجلد آن با چاپ حیدرآباد هندوستان، در کتابخانه آستان قدس رضوی وجود دارد.
این کتاب ۱۵ سال وقت رازی را گرفت و خود او می‌گوید که سوی چشمش را نیز با خود برد. برگردان لاتین این کتاب در واتیکان، ۱۵ جلد شده‌است به همراه کتاب قانون مهم‌ترین کتاب پزشکی اروپا تا نزدیک سده بیستم بوده‌است. این کتاب یک دوره کامل دانش پزشکی تا روزگار رازی است که در آن رازی گفته‌ها و دیدگاه‌های دیگر پزشکان را نگاشته و همراه با شرح بیماری‌ها دربارهٔ آن‌ها اظهار نظر کرده‌است. الحاوی شامل تجارب شخصی و بالینی رازی است در مدت طبابت در بغداد و ری به گردآوری آن همت گماشته‌است. این کتاب یک دانشنامه پزشکی است که در آن از کلیه شاخه‌های طب و اصول درمان و بهداشت و بیماری‌شناسی و داروشناسی بحث شده‌است. ابن ابی اصیبعه در کتاب خود نگاشته‌است که «کتاب حاوی از مهم‌ترین و بزرگ‌ترین کتب طب است، به جهت آن‌که در آن جمیع امراض و درمان بیماری‌ها چه از متقدمین و چه از متاخرین تا زمان رازی را شامل است و در آن هر موضوعی را که از گوینده‌ای نقل کرده‌است نامش را ذکر کرده‌است».

## معرفی اجمالی

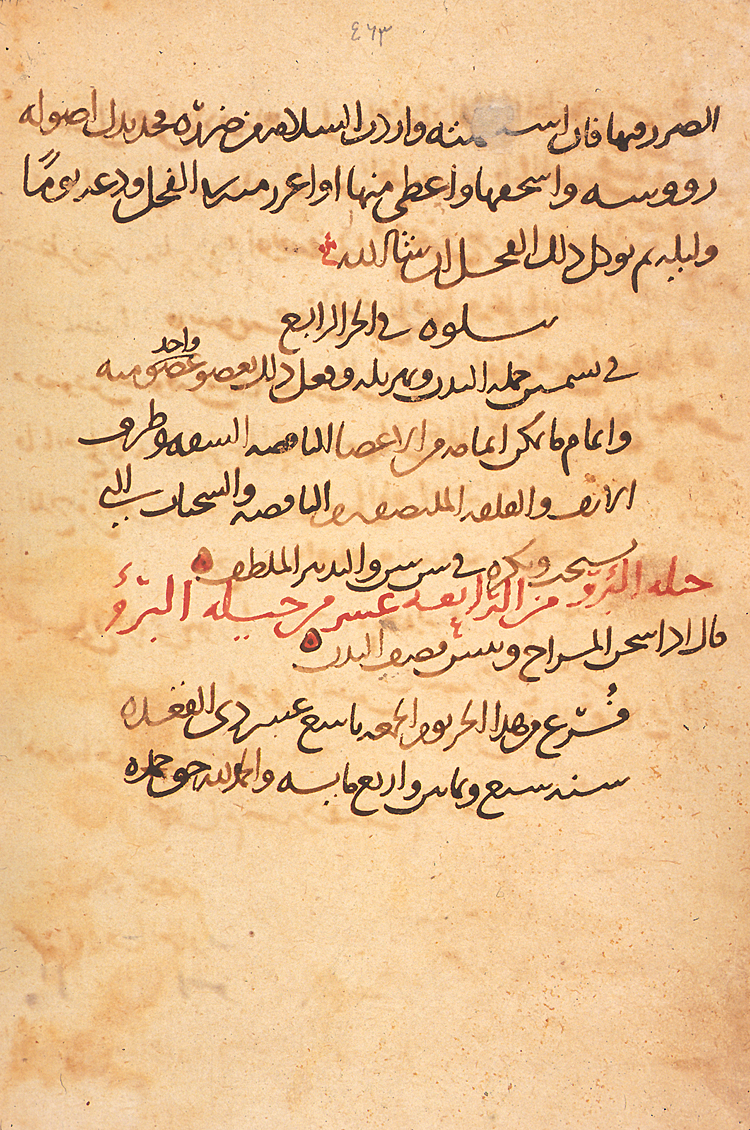
یکی از برگهای کهنترین نسخه الحاوی واقع در کتابخانه ملی پزشکی آمریکا.

این کتاب، ۱۵ سال وقت رازی را گرفت و خود او می‌گوید که سوی چشمش را نیز با خود برد؛ با این همه، کتاب «الحاوی» در زمان حیات رازی تدوین نهایی نشد، بلکه این اثر پس از وفات محمد بن زکریا رازی و به امر ابوالفضل بن عمید، استاد صاحب بن عباد، وزیر رکن الدوله دیلمی از اوراق مشوش و پراکنده‌ای که از رازی باقی مانده بود، به اهتمام شاگردانش جمع‌آوری شد و پس از جمع این اوراق پراکنده، کتاب «الحاوی» را تهیه کردند.

## درون‌مایه
در این کتاب جستارهای گوناگون جراحی آمده‌است؛ از جمله: بیماری‌های پستان، شکستگی‌ها و پیچ‌خوردگی‌های پا، بیماری‌های کلیه و مجاری ادراری، بواسیر و واریس و سرطان و دمل‌ها و آماس‌های بدن، کجی استخوان‌ها، زخم‌های ناحیۀ تناسلی و مقعد و گزیدگی. این مباحث به ترتیب در جزء هفتم، دهم، یازدهم، دوازدهم، سیزدهم و نوزدهم ذکر شده‌است.

## ستایش بزرگان
قدما دربارهٔ این کتاب بسیار معتقد بوده و مقام آن را در میان کتب طبی بس گرامی می‌داشتند و تقریباً تمام مورخین از آن ستایش کرده‌اند.

### نظامی عروضی سمرقندی
نظامی عروضی سمرقندی در مقاله چهارم کتاب خود درباب علم طب و هدایت طبیب می‌نویسد: «پس از کتب بسائط یکی به دست آرد چون «ستة عشر» جالینوس یا «حاوی» محمد زکریا یا «کامل الصناعة» یا «صد باب» بوسهل مسیحی یا «قانون» بوعلی سینا یا «ذخیره خوارزمشاهی» و به وقت فراغت مطالعت همی‌کند».

### ابن ابی اصیبعه
ابن ابی اصیبعه گوید: «کتاب «حاوی» از بزرگ‌ترین و مهم‌ترین کتب طبی است به جهت آنکه در آن جمیع امراض و درمان بیماری‌ها، چه از متقدمین و چه از متاخرین تا زمان رازی را شامل است و در آن هر موضوعی را که از گوینده نقل کرده نامش را ذکر کرده‌است».
چنان‌که می‌دانیم عموم مورخین بلااستثناء نام کتاب «حاوی» را «الجامع الحاصر لصناعة الطب» گویند و از این عبارت معلوم می‌گردد که جامع‌ترین کتاب طب تا آن زمان بوده‌است.

### ادوارد براون
ادوارد براون، در کتاب «طب عرب» می‌گوید: «این کتاب بر سایر کتب طبی اسلامی مزیت و برتری دارد؛ به دلیل آنکه رازی اتفاقات و مشاهداتی که برأی‌العین دیده، در آن نوشته‌است».

## ساختار کتاب
متأسفانه هنوز تعداد و مطالب مجلدات و فصول و ابواب این کتاب، به‌طور تحقیقی و دقیق معلوم و معین نیست. ابن ندیم در شمار تألیفات رازی آورده‌است که کتاب «حاوی»، «الجامع الحاصر لصناعة الطب» نیز نام دارد و آن در دوازده قسمت است.
در فهرستی که بیرونی برای مؤلفات رازی نوشته، جزء دوازدهم «حاوی» را کتابی جداگانه دانسته‌است.

### قفطی
قفطی در «تاریخ الحکماء» گوید: «کتاب الحاوی فی الطب و یسمی الجامع الحاصر لصناعة الطب، اثنی عشر قسما» و در جای دیگر گوید: «کتابه الذی سماه الجامع و هو سبعون مقالة».

### ابن ابی اصیبعه
ابن ابی اصیبعه در «عیون الانباء» گوید: «کتاب الجامع و یسمی حاصر صناعة الطب و غرضه فی هذا الکتاب جمع ما وقع الیه و ادرکه من کتاب طب قدیم او محدث الی موضع واحد فی کل باب و هو ینقسم اثنی عشر قسما».
نسخه موجود در برنامه، دارای ۷ جلد است و مطالب آن، در قالب ۲۳ جزء (که هر جزء، مشتمل بر بخش‌های کوچک‌تری همچون باب، فصل و… است) تنظیم شده‌است.

## گزارش محتوا
اروپائیان به این کتاب بیشتر از مورخین شرق اهمیت می‌دهند؛ به دلیل آنکه محتویات آن مجموعه مشاهدات و اتفاقاتی است که رازی برأی‌العین دیده و این بزرگ‌ترین و مهم‌ترین وجهی است که «حاوی» را بر سایر کتب طبی اسلامی مزیت و برتری می‌دهد و رازی در این کتاب جمیع عقاید اطباء یونان و ایران و عرب و روم را تا زمان خود با عملیات و نظریات خویش جمع‌آوری کرده و منبعی عالی برای پی بردن به مقام وی می‌باشد و به این دلیل در تاریخ طب، رتبه ارجمندی را داراست.
به‌طور اجمال، همان‌طور که از فصول و ابواب کتاب «حاوی» معلوم می‌شود، در این کتاب از جمیع شعب طب و اصول تداوی و حفظ الصحة و علم الامراض و دواسازی و سایر شعب، به خوبی بحث شده‌است و چنان‌که متتبعین به آن نام دائرةالمعارف داده‌اند، بسیار بجا و مناسب می‌باشد و کمتر در میان کتب طبی قدیم، کتابی به این پایه و مایه می‌رسد.
این کتاب، علاوه بر معلومات مزبور، جمیع اطلاعات مطبی و بیمارستانی و شرح حال بیماران و اوضاع مریض خانه‌ها را با طرزی نیکو بیان کرده‌است.

### قسمت‌های دوازده‌گانه کتاب طبق نظر ابن ندیم
قسمت‌های دوازده‌گانه «الحاوی»، مطابق نوشته ابن ندیم بدین شرح است:
قسمت اول، در معالجه بیماری‌ها و بیماران؛
قسمت دوم، در حفظ صحت؛
قسمت سوم، در شکسته بندی و جراحات؛
قسمت چهارم، در قوای داروها و غذاها و آنچه در طب بدان احتیاج باشد؛
قسمت پنجم، در ادویه مرکبه؛
قسمت ششم، در صنعت طب؛
قسمت هفتم، داروسازی و داروها و رنگ و بو و مزه هریک؛
قسمت هشتم، در ابدان؛
قسمت نهم، اوزان و مکاییل؛
قسمت دهم، در تشریح و منافع هریک از اعضاء؛
قسمت یازدهم، اسباب طبیعی در صناعت طب؛
قسمت دوازدهم، مدخل علم طب در دو مقاله:
اول، در اسماء طبی؛
دوم، در اوایل طب

### قسمت‌های دوازده‌گانه کتاب طبق نظر ابن ابی اصیبعه
قسمت‌های دوازده‌گانه بر اساس نوشته ابن ابی اصیبعه بدین شرح است:
القسم الاول، فی حفظ الصحة و علاج الامراض و الوثی و الجبر و العلاجات؛
القسم الثانی، فی قوی‌الاغذیة و الادویة و ما یحتاج الیه من التدبیر فی الطب؛
القسم الثالث، فی الادویة المرکبة و فیه ذکر ما یحتاج الیه منها علی سبیل الاقراباذین؛
القسم الرابع، فی ما یحتاج الیه من الطب فی سحق الادویة و احراقها و تصعیداتها و غسلها و استخراج قواها و حفظها و مقدار بقاء قوة کل دواء منها و ما اشبه ذلک؛
القسم الخامس، فی صیدلة الطب و فیه صفة الاودیة و الوانها و طعومها و روائحها و معادنها و جیدها و ردیئها و نحو ذلک من علل الصیدلة؛
القسم السادس، فی الابدال یذکر فیه ما ینوب عن کل دواء او غذاء اذا لم یوجد؛
القسم السابع، فی تفسیر الاسماء و الاوزان و المکاییل آلتی للعقاقیر و تسمیة الاعضاء و الادواء بالیونانیة و السریانیة و الفارسیة و الهندیة و العربیة؛
القسم الثامن، فی التشریح و منافع الاعضاء؛
القسم التاسع، فی الاسباب الطبعیة من صناعة الطب (غرضه فیه ان یبین اسباب العلل بامر الطبیعی)؛
القسم العاشر، فی المدخل الی صناعة الطب و هو مقالتان: الاولی منهما فی الاشیاء الطبیعیة و الثانیة فی اوائل الطب؛
القسم الحادی عشر، جمل علاجات و صفات و غیر ذلک؛
القسم الثانی عشر، فی ما استدرکه من کتب جالینوس و لم یذکرها حنین و لا هی فی فهرست جالینوس.
البته آنچه او بیان کرده، ترتیبی است که با نسخه موجود اصلاً جور درنمی آید و شاید این سخن او گزارشی از مسودات کتاب «حاوی» باشد.

## وضعیت کتاب
کهنترین نسخه موجود این اثر متعلق به کتابخانه ملی پزشکی آمریکا در حومه شهر واشینگتن دی سی می‌باشد که مورخ سال ۱۰۹۴ میلادی است.
کتاب «الحاوی»، بزرگ‌ترین تألیف و تصنیف محمد بن زکریای رازی است و مدت‌ها مرجع علماء و اطباء اروپا بوده و مکرر به طبع رسیده‌است. اول دفعه در شهر برشیا از بلاد ایتالیای شمالی، به لاتینی ترجمه و در دو جلد طبع شده (۱۴۸۶ م) و پس از آن مکرر در ونیز ایتالیا در سال‌های ۱۵۰۹ و ۱۵۴۲ م چاپ شده‌است. نسخ خطی متعدد آن در کتابخانه‌های معتبر عالم موجود است.
این کتاب، به اهتمام هیثم خلیفه طعیمی و بر اساس نسخه چاپ شده توسط دائرةالمعارف عثمانی که در حیدرآباد (هند) چاپ و منتشر شده بود، تصحیح و تحقیق شده و در سال ۱۴۲۲ ق (۲۰۰۲ م)، توسط مؤسسه چاپ و نشر دار احیاء التراث العربی (بیروت) چاپ و منتشر شده‌است.
مصحح این اثر، ابتدا، مقدمه‌ای کوتاه پیرامون زندگی و آثار محمد بن زکریای رازی نگاشته‌است و سپس متن تصحیح شده کتاب را آورده‌است.
پاورقی‌های بسیار اندک این اثر، بیشتر به اشتباهات و بررسی تصحیف عبارت‌های کتاب اختصاص دارد. مصحح این اثر، در برخی از پاورقی‌ها به بعضی از نکات و توضیحات مرتبط با متن می‌پردازد.
باید توجه داشت آنچه از کتاب «حاوی» در کتابخانه‌های جهان فعلاً موجود است، جزء یا اجزایی از این کتاب می‌باشد و نسخ متعدد آن که در کتابخانه‌های بزرگ یافت می‌شود، با یکدیگر اختلاف کلی دارند و کمتر با هم شباهت دارند و هنوز کسی نتوانسته به‌طور قطع بگوید کتاب حاوی کامل که اول دفعه تهیه شده در کدام کتابخانه است. این کتاب مهم پس از ۱۱ قرن و به‌طور کامل توسط دکتر محمد ابراهیم ذاکر از زبان عربی به فارسی برگردانده شده‌است. ترجمه مجموعه ۲۳ جلدی «الحاوی فی الطب» با تلاش مرکز تحقیقات طب سنتی دانشگاه علوم پزشکی شهید بهشتی و همچنین با حمایت‌های ستاد توسعه علوم و فناوری گیاهان دارویی و طب ایرانی معاونت علمی ریاست جمهوری و زیر نظر دکتر علی اکبر ولایتی به پایان رسیده‌است.